# Viseći šaš (Scirpus)
Viseći šaš (lat. Scirpus pendulus), američka višegodišnja biljna vrsta iz razreda jednosupnica. Viseći šaš pripada rodu šašina (Scirpus) a ne rodu šaš (Carex) kako mu stoji u imenu, ali obje pripadaju porodici šiljovki. 
U Hrvatskoj je uočena tek 2010-tih godina u Kopačkom ritu.
Biljka voli vlažna staništa, močvare, vlažne šume i livade, i vlažna područja uz rijeke i ribnjake, a tolerira i stjenovite tlo ako ima dovoljno vlage.